# U.S. Ancona 2022-2023
Questa voce raccoglie le informazioni riguardanti l'Unione Sportiva Ancona nelle competizioni ufficiali della stagione 2022-2023.

## Stagione
Nella stagione 2022-2023 l'Ancona disputa il girone B del campionato di Serie C, con 58 punti coglie il quinto posto. Disputa i Play-off nei quali nel primo turno pareggia (1-1) con la Lucchese, ma passa il turno perché meglio piazzata in campionato, nel secondo turno vince a Carrara (0-1), nel primo turno della fase nazionale incrocia il Lecco, arrivano due pareggi, (2-2) ad Ancona e (1-1) a Lecco, che qualificano il Lecco meglio piazzato in campionato. I biancorossi allenati da Gianluca Colavitto raccolgono 31 punti nel girone di andata e 27 nel girone di ritorno. A due giornate dal termine viene cambiato l'allenatore, a Gianluca Colavitto succede Marco Donadel, che guida l'Ancona anche nelle quattro gare dei Play-off. Nella Coppa Italia di Serie C anconetani subito fuori dal torneo, sconfitti a ottobre nel primo turno (0-1) dal Rimini.

## Divise e sponsor
Il fornitore tecnico per la stagione 2022-23 è Macron, che propone due divise ispirate al passato del club, celebrando i 30 anni dalla prima promozione in Serie A; gli sponsor ufficiali sono Carbon Brews e Fidea (sul torso), Canil (sul dorso).
La maglia interna è rossa sul busto, con colletto alto di colore bianco; sono bianchi gli sponsor e le personalizzazioni.
Il medesimo template, orientato però sul completo bianco connota le divise da trasferta.
La maglia alternativa, invece, è di un template diverso di colore giallo, senza colletto, con scollo a V rosso. Sono rossi altresì gli sponsor e le personalizzazioni.
Nell'incontro Lucchese-Ancona disputato il 5 marzo 2023, per celebrare i 118 anni di fondazione del club, viene posta una scritta sul retro del colletto che recita "118 anni di storia!".
| 1^ Divisa | 2^ Divisa | 3^ Divisa | Portiere |

## Rosa
Aggiornata al 31 gennaio 2023.
| N. |                       | Ruolo | Calciatore                |
| -- | --------------------- | ----- | ------------------------- |
| 1  | Italia (bandiera)     | P     | Alessio Piergiacomi       |
| 3  | Italia (bandiera)     | D     | Alessandro Martina        |
| 4  | Italia (bandiera)     | D     | Simone De Santis          |
| 5  | Italia (bandiera)     | D     | Alessandro Bianconi       |
| 6  | Italia (bandiera)     | D     | Agostino Camigliano       |
| 7  | Italia (bandiera)     | A     | Luca Lombardi             |
| 8  | Italia (bandiera)     | C     | Emanuele Gatto (capitano) |
| 9  | Italia (bandiera)     | A     | Alberto Spagnoli          |
| 10 | Italia (bandiera)     | A     | Alessio Di Massimo        |
| 11 | San Marino (bandiera) | A     | Filippo Berardi           |
| 11 | Italia (bandiera)     | A     | Federico Melchiorri       |
| 12 | Italia (bandiera)     | P     | Leonardo Vitali           |
| 14 | Italia (bandiera)     | C     | Lorenzo Paolucci          |
| 15 | Italia (bandiera)     | A     | Mirco Petrella            |

| N. |                   | Ruolo | Calciatore          |
| -- | ----------------- | ----- | ------------------- |
| 17 | Italia (bandiera) | A     | Federico Moretti    |
| 18 | Italia (bandiera) | C     | Pierluigi Simonetti |
| 19 | Italia (bandiera) | D     | Davide Mondonico    |
| 23 | Italia (bandiera) | C     | Michael D'Eramo     |
| 26 | Italia (bandiera) | C     | Edoardo Ruani       |
| 27 | Italia (bandiera) | C     | Cristian Pecci      |
| 28 | Italia (bandiera) | D     | Giorgio Brogni      |
| 32 | Italia (bandiera) | P     | Filippo Perucchini  |
| 70 | Italia (bandiera) | D     | Tommaso Barnabà     |
| 72 | Italia (bandiera) | A     | Andrea Mattioli     |
| 76 | Italia (bandiera) | D     | Nicholas Fantoni    |
| 94 | Italia (bandiera) | D     | Francesco Mezzoni   |
| 96 | Italia (bandiera) | C     | Mario Prezioso      |
| 99 | Italia (bandiera) | C     | Gianmarco Basso     |

## Organigramma societario
Area direttiva
- Presidente: Tony Tiong
- Presidente Onorario: Mauro Canil
- Amministratore Delegato: Roberta Nocelli e Roberto Ripa
- Direttore Generale: Roberta Nocelli
- Segreteria: Roberta Mancini

Area comunicazione e marketing
- Responsabile comunicazione stampa: Paolo Papili
- Responsabile Marketing e commerciale: Luca Rotili
- Supporters Liaison Officer: Matteo Bartoloni

Area sportiva
- Direttore Sportivo: Francesco Micciola
- Responsabile settore giovanile: Leonardo Scodanibbio
- Direttore sportivo settore giovanile: Alberto Virgili
- Segretario settore giovanile: Pasquale Valzano

Area tecnica
- Allenatore: Gianluca Colavitto
- Allenatore in seconda: Marco Noviello
- Preparatore dei portieri: Luca Gentili
- Preparatore atletico: Alberto Virgili
- Team Manager: Pietro Bartocetti
- Magazzinieri: Alessandro Ammendola, Marco Burini

Area sanitaria
- Responsabile sanitario: Mario Pasquali
- Recupero infortuni: Gianni Secchiari
- Medico: Michele Caldaroni
- Fisioterapisti: Gianmarco Capitani

## Calciomercato

### Sessione estiva(dal 1/7 all'1/9)
| Acquisti | Acquisti | Acquisti | Acquisti |
| R.       | Nome     | da       | Modalità |
| -------- | -------- | -------- | -------- |

| Cessioni | Cessioni | Cessioni | Cessioni |
| R.       | Nome     | a        | Modalità |
| -------- | -------- | -------- | -------- |

### Sessione invernale(dal 1/1 al 31/1)
| Acquisti | Acquisti            | Acquisti     | Acquisti      |
| R.       | Nome                | da           | Modalità      |
| -------- | ------------------- | ------------ | ------------- |
| D        | Agostino Camigliano | Cosenza      | definitivo    |
| C        | Gianmarco Basso     | Sanremese    | definitivo    |
| C        | Edoardo Ruani       | Pergolettese | fine prestito |
| A        | Federico Melchiorri | Perugia      | definitivo    |

| Cessioni | Cessioni            | Cessioni   | Cessioni   |
| R.       | Nome                | a          | Modalità   |
| -------- | ------------------- | ---------- | ---------- |
| D        | Alessandro Bianconi | Lecco      | prestito   |
| A        | Filippo Berardi     | Sammaurese | definitivo |

## Risultati

### Serie C

#### Girone di andata
| Arbitro: | Cherchi (Carbonia) |

|                |           |           |
| Di Massimo 57’ | Marcatori | 66’ Arras |

| Arbitro: | Gigliotti (Cosenza) |

|                         |           |                         |
| Cioffi 51’ Fantacci 60’ | Marcatori | 3’, 41’ (rig.) Spagnoli |

| Arbitro: | Vingo (Pisa) |

|                          |           |  |
| Paolucci 14’ Martina 28’ | Marcatori |  |

| Arbitro: | Andreano (Prato) |

|  |           |                |
|  | Marcatori | 87’ Di Stefano |

| Arbitro: | Costanza (Agrigento) |

|  |           |                                          |
|  | Marcatori | 27’ Paolucci 52’ Bianconi 90+2’ Mattioli |

| Arbitro: | Mirabella (Napoli) |

|              |           |                          |
| Bianconi 81’ | Marcatori | 43’ Giordani 68’ Kernezo |

| Arbitro: | Rinaldi (Bassano del Grappa) |

|                      |           |  |
| Simonetti 11’ (aut.) | Marcatori |  |

| Arbitro: | Mastrodomenico (Matera) |

|                             |           |           |
| Spagnoli 11’ Di Massimo 46’ | Marcatori | 87’ Pinzi |

| Arbitro: | Canci (Carrara) |

|                        |           |                                              |
| Ragatzu 8’ (rig.), 54’ | Marcatori | 16’ Moretti 22’ Petrella 44’, 90+9’ Spagnoli |

| Arbitro: | Nicolini (Brescia) |

|                                                |           |                     |
| Merkaj 70’ (rig.) Tenkorang 82’ Faggioli 90+5’ | Marcatori | 12’, 40’ Di Massimo |

| Arbitro: | Burlando (Genova) |

|                            |           |                        |
| Simonetti 57’ Spagnoli 84’ | Marcatori | 38’ (rig.) Bianchimano |

| Arbitro: | Baratta (Rossano) |

|               |           |              |
| Galligani 35’ | Marcatori | 37’ Spagnoli |

| Arbitro: | Gemelli (Messina) |

|              |           |  |
| Mattioli 84’ | Marcatori |  |

| Arbitro: | Virgilio (Trapani) |

|  |           |              |
|  | Marcatori | 55’ Spagnoli |

| Arbitro: | Cerbasi (Arezzo) |

|                     |           |              |
| Spagnoli 68’ (rig.) | Marcatori | 30’ Scappini |

| Arbitro: | Arena (Torre del Greco) |

|                          |           |  |
| Energe 59’ Pelagatti 73’ | Marcatori |  |

| Arbitro: | Gianquinto (Parma) |

|                                      |           |  |
| D'Eramo 45’ Moretti 51’ Mattioli 89’ | Marcatori |  |

| Arbitro: | Gauzolino (Torino) |

|                         |           |               |
| Delcarro 72’ Tanasa 75’ | Marcatori | 70’ Simonetti |

| Arbitro: | Di Graci (Como) |

|                                                      |           |  |
| De Santis 5’ Lombardi 14’ Di Massimo 63’ D'Eramo 81’ | Marcatori |  |

#### Girone di ritorno
| Siena 23 dicembre 2022, ore 17:30 CET 20ª giornata | Siena                  | 0 – 0 referto | Ancona | Stadio Artemio Franchi (2 456 spett.)\| Arbitro: \| Delrio (Reggio Emilia) \| |
| Arbitro:                                           | Delrio (Reggio Emilia) |               |        |                                                                               |

| Arbitro: | Lovison (Padova) |

|                                         |           |  |
| Petrella 15’ Di Massimo 37’ (rig.), 43’ | Marcatori |  |

| Arbitro: | Restaldo (Ivrea) |

|  |           |             |
|  | Marcatori | 42’ Moretti |

| Arbitro: | Caldera (Como) |

|  |           |              |
|  | Marcatori | 23’ Petrella |

| Arbitro: | E. Longo (Cuneo) |

|                       |           |              |
| Melchiorri 21’ (rig.) | Marcatori | 68’ Ghazoini |

| Arbitro: | Madonia (Palermo) |

|                |           |                              |
| Rovaglia 90+1’ | Marcatori | 24’ Moretti 90+3’ Melchiorri |

| Arbitro: | Panettella (Bari) |

|                            |           |            |
| Melchiorri 18’ (rig.), 46’ | Marcatori | 9’ Hristov |

| Arbitro: | Grasso (Ariano Irpino) |

|                                  |           |                       |
| Neglia 7’ Fischnaller 39’ (rig.) | Marcatori | 12’ (rig.) Melchiorri |

| Arbitro: | Di Francesco (Ostia Lido) |

|               |           |             |
| Simonetti 84’ | Marcatori | 41’ Ragatzu |

| Arbitro: | Carrione (Castellammare di Stabia) |

|  |           |                                             |
|  | Marcatori | 16’ Tomaselli 53’ Zamparo 56’ (rig.) Merkaj |

| Arbitro: | Marotta (Sapri) |

|            |           |               |
| Panico 53’ | Marcatori | 88’ Simonetti |

| Arbitro: | D'Eusanio (Faenza) |

|                                                  |           |  |
| Di Massimo 6’ (rig.) Petrella 18’ Melchiorri 47’ | Marcatori |  |

| Arbitro: | Di Reda (Molfetta) |

|                        |           |                     |
| Simeri 24’ Tulli 90+6’ | Marcatori | 13’ (rig.) Spagnoli |

| Arbitro: | Emmanuele (Pisa) |

|  |           |             |
|  | Marcatori | 78’ Corazza |

| Arbitro: | Mirabella (Napoli) |

|              |           |                |
| Saporiti 57’ | Marcatori | 13’ Di Massimo |

| Arbitro: | Catanoso (Reggio Calabria) |

|                                          |           |                                       |
| Petrella 4’ Simonetti 16’ Paolucci 90+3’ | Marcatori | 21’ Bozhanaj 44’ Energe 90+1’ Capello |

| Arbitro: | Sfira (Pordenone) |

|                                     |           |  |
| Galeandro 29’ (rig.) Sylla 34’, 38’ | Marcatori |  |

| Arbitro: | Gandino (Alessandria) |

|                                         |           |  |
| Di Massimo 15’ Spagnoli 70’ Martina 85’ | Marcatori |  |

| Arbitro: | Luongo (Napoli) |

|                                                        |           |  |
| Sbaffo 41’ Guidobaldi 45’ Guadagni 81’ Giampaolo 90+2’ | Marcatori |  |

### Play-off

#### Fase a gironi
| Arbitro: | Caldera (Como) |

|                 |           |            |
| Mondonico 90+5’ | Marcatori | 83’ Romero |

| Arbitro: | Pascarella (Nocera Inferiore) |

|  |           |                     |
|  | Marcatori | 88’ (rig.) Spagnoli |

#### Fase Nazionale
| Arbitro: | Centi (Terni) |

|                             |           |                     |
| Prezioso 83’ Petrella 90+4’ | Marcatori | 28’ Celjak 76’ Buso |

| Arbitro: | Carrione (Castellammare di Stabia) |

|                |           |                  |
| Battistini 73’ | Marcatori | 45+1’ Di Massimo |

### Coppa Italia Serie C

#### Turni eliminatori
| Arbitro: | Djurdjevic (Trieste) |

|  |           |             |
|  | Marcatori | 67’ Santini |

## Statistiche

### Statistiche di squadra
| Competizione         | Punti | In casa | In casa | In casa | In casa | In casa | In casa | In trasferta | In trasferta | In trasferta | In trasferta | In trasferta | In trasferta | Totale | Totale | Totale | Totale | Totale | Totale | D.R. |
| Competizione         | Punti | G       | V       | N       | P       | Gf      | Gs      | G            | V            | N            | P            | Gf           | Gs           | G      | V      | N      | P      | Gf     | Gs     | D.R. |
| -------------------- | ----- | ------- | ------- | ------- | ------- | ------- | ------- | ------------ | ------------ | ------------ | ------------ | ------------ | ------------ | ------ | ------ | ------ | ------ | ------ | ------ | ---- |
| Serie C              | 58    | 19      | 10      | 5       | 4       | 33      | 17      | 19           | 6            | 5            | 8            | 22           | 27           | 38     | 16     | 10     | 12     | 55     | 44     | +11  |
| Play-off             | -     | 2       | 0       | 2       | 0       | 3       | 3       | 2            | 1            | 1            | 0            | 2            | 1            | 4      | 1      | 3      | 0      | 5      | 4      | +1   |
| Coppa Italia Serie C | -     | 1       | 0       | 0       | 1       | 0       | 1       | 0            | 0            | 0            | 0            | 0            | 0            | 1      | 0      | 0      | 1      | 0      | 1      | -1   |
| Totale               | -     | 22      | 10      | 7       | 5       | 36      | 21      | 21           | 7            | 6            | 8            | 24           | 28           | 43     | 17     | 13     | 13     | 60     | 49     | +11  |

### Andamento in campionato
| Giornata  | 1  | 2  | 3 | 4 | 5 | 6 | 7  | 8  | 9  | 10 | 11 | 12 | 13 | 14 | 15 | 16 | 17 | 18 | 19 | 20 | 21 | 22 | 23 | 24 | 25 | 26 | 27 | 28 | 29 | 30 | 31 | 32 | 33 | 34 | 35 | 36 | 37 | 38 |
| --------- | -- | -- | - | - | - | - | -- | -- | -- | -- | -- | -- | -- | -- | -- | -- | -- | -- | -- | -- | -- | -- | -- | -- | -- | -- | -- | -- | -- | -- | -- | -- | -- | -- | -- | -- | -- | -- |
| Luogo     | C  | T  | C | C | T | C | T  | C  | T  | T  | C  | T  | C  | T  | C  | T  | C  | T  | C  | T  | C  | T  | T  | C  | T  | C  | T  | C  | C  | T  | C  | T  | C  | T  | C  | T  | C  | T  |
| Risultato | N  | N  | V | P | V | P | P  | V  | V  | P  | V  | N  | V  | V  | N  | P  | V  | P  | V  | N  | V  | V  | V  | N  | V  | V  | P  | N  | P  | N  | V  | P  | P  | N  | N  | P  | V  | P  |
| Posizione | 10 | 13 | 7 | 9 | 6 | 9 | 11 | 11 | 10 | 10 | 10 | 9  | 8  | 7  | 7  | 10 | 8  | 9  | 9  | 7  | 6  | 5  | 4  | 4  | 4  | 4  | 4  | 4  | 4  | 4  | 4  | 4  | 5  | 6  | 6  | 7  | 7  | 7  |

Legenda:

Luogo: C = Casa; T = Trasferta. Risultato: V = Vittoria; N = Pareggio; P = Sconfitta.